# Violet Braeckman
Violet Braeckman (1996) is een Vlaamse actrice afkomstig uit Wetteren. Nadat ze haar aso-diploma aan het plaatselijke Sint-Gertrudiscollege behaalde, deed ze een zevende jaar 'Bijzondere Vorming Woordkunst-Drama' aan het Stedelijk Secundair Kunstinstituut Gent. Wanneer ze daar in 2015 afstudeerde, werd ze toegelaten aan de Toneelacademie Maastricht, waar ze de acteursopleiding volgt.
Ze maakte haar televisiedebuut in 2008 met een gastrol in Aspe maar werd vooral bekend bij het grote publiek toen ze in 2013, als 17-jarige, de rol van Sofie Gerardi speelde in Salamander van Frank Van Mechelen. Hierin speelde ze de dochter van het hoofdpersonage Paul Gerardi en was vooral te zien aan de zijde van Filip Peeters en An Miller. De serie werd een groot succes. Na enkele gastrollen in onder andere Vermist en opnieuw Aspe nam ze in 2018 haar rol van Sofie Gerardi weer op in het tweede seizoen van Salamander, waarin haar rol in belang wint. Ze vertolkt ook de rol van Julie Beckers in Over water, een fictiereeks naar een scenario van Tom Lenaerts en Paul Baeten Gronda in regie van Norman Bates.
In een samenwerking met Ramy Moharam Fouad schreef Braeckman in 2020 de kortfilm Schaduw, tot je terugkomt, waarin ze de hoofdrol speelt en die werd genomineerd voor het Internationaal Kortfilmfesival Leuven.

## Filmografie
Braeckman is ook actief in het theater.
Ze is deel van een collectief met Thomas Claessens, Hendrik Kegels & Mees Walter. Violet Braeckman acteerde ook al in het kinder- en jeugdtheater Kopergietery. Daarnaast liep ze in het kader van haar opleiding aan de Toneelacademie Maastricht een stage bij Toneelgroep Amsterdam en speelde daarbij mee in de productie Oedipus geregisseerd door Robert Icke.